# Lobelia persicifolia
Lobelia persicifolia är en klockväxtart som beskrevs av Jean-Baptiste de Lamarck. Lobelia persicifolia ingår i släktet lobelior, och familjen klockväxter.
Artens utbredningsområde är Guadeloupe. Inga underarter finns listade i Catalogue of Life.